# ائرو ای.۲۰۴
ائرو ای. ۲۰۴ (به انگلیسی: Aero A.204) یک هواپیمای ساختِ آئرو ودوخودی است. نخستین استفاده‌کنندهٔ این هواپیما چک ایرلاینز بوده‌است. این هواپیما در ۱۹۳۶ میلادی نخستین پرواز خود را انجام داد.